# Tòa thị chính Seoul
Tòa thị chính Seoul (Tiếng Hàn: 서울특별시 청사, Tiếng Anh: Seoul City Hall, Hanja: 서울特別市 廳舍) là một tòa nhà chính phủ dành cho Chính quyền Thành phố Đặc biệt Seoul ở Hàn Quốc, chịu trách nhiệm về các vấn đề hành chính của Seoul. Nó nằm ở 110 Sejong-daero, Jung-gu, Seoul. Nó được kết nối với Ga Tòa thị chính trên Tàu điện ngầm Seoul tuyến 1 và Tàu điện ngầm Seoul tuyến 2. Phía trước tòa thị chính hiện tại là tòa nhà tòa thị chính cũ, nay là Thư viện Thủ đô Seoul và Quảng trường Seoul.

## Lịch sử

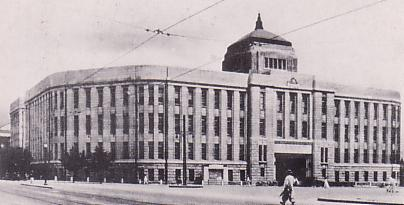
Tòa thị chính ban đầu ngay sau khi hoàn thành

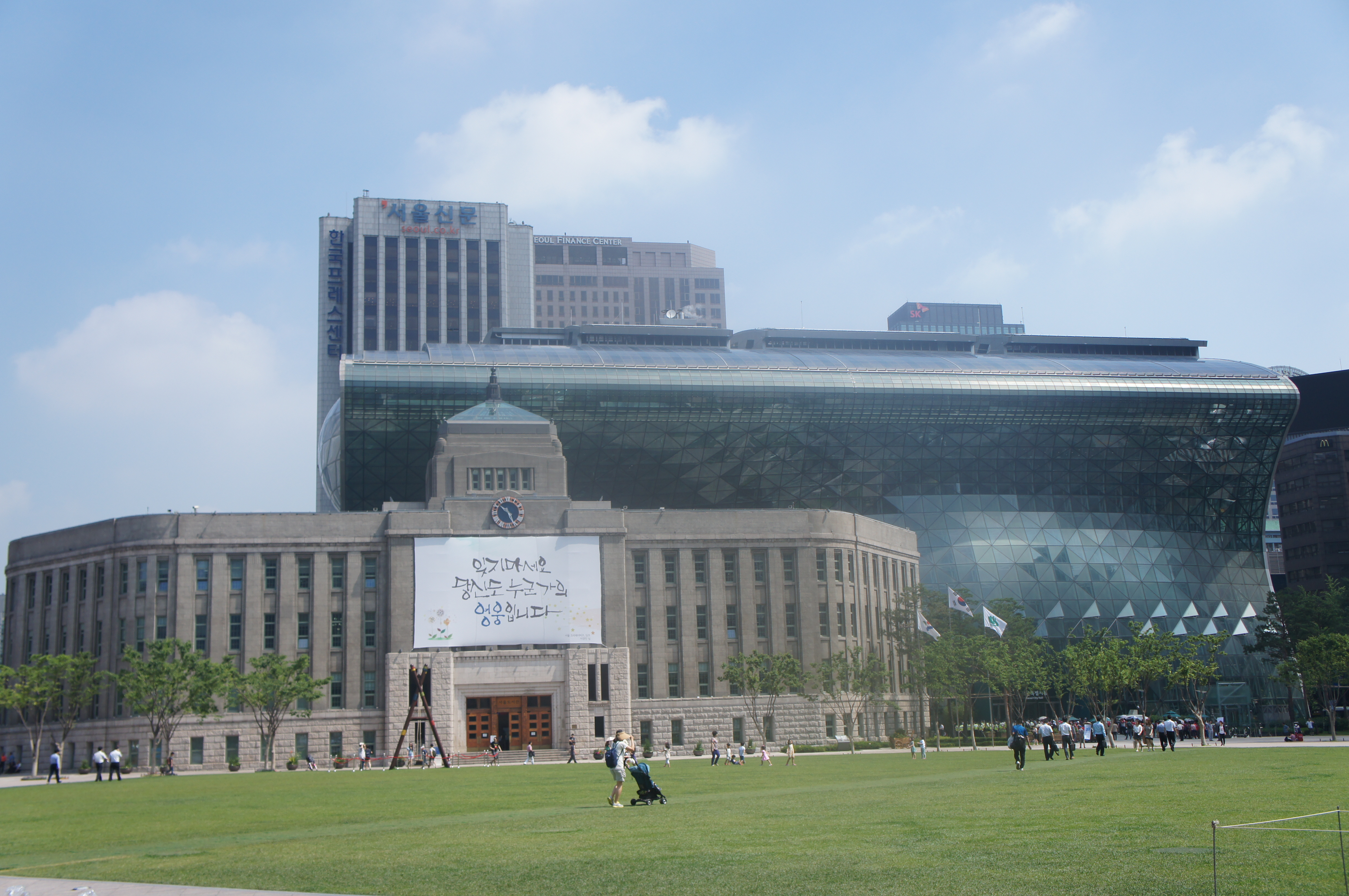
Tòa thị chính Seoul vào tháng 7 năm 2013

Tòa thị chính cũ của Seoul được xây dựng vào năm 1925, trong thời kỳ Triều Tiên thuộc Nhật. Đây là một ví dụ về kiến trúc Phong cách Vương miện Hoàng gia và từng là tòa thị chính từ khi Hàn Quốc được giải phóng vào năm 1945, cho đến khi xây dựng tòa nhà hiện đại vào năm 2008. Nơi đây hiện có Thư viện Thủ đô Seoul, phía trước tòa nhà Tòa thị chính Seoul hiện đại.
Sau một cuộc thi cho tòa thị chính mới, ban giám khảo đã trao hoa hồng cho Yoo Kerl của iArc vào ngày 18 tháng 2 năm 2008. Yoo nói: "Các từ khóa chính để thiết kế tòa nhà mới là truyền thống, công dân, tương lai. Tôi đã phân tích các yếu tố nằm ngang của tòa nhà thấp tầng , đường cong và sắc thái của những chiếc lá trong đặc điểm kiến trúc truyền thống của chúng tôi, và tôi đã áp dụng những điều này vào thiết kế để có thể gợi lại cảm giác thoải mái về những thứ cũ kỹ."
Vào năm 2012, Tòa thị chính mới được mở cửa cho công chúng vào ngày 27 tháng 8 và chính quyền thành phố chuyển đến vào ngày 1 tháng 9. Dự án mất bốn năm năm tháng để hoàn thành, cũng bao gồm các hội trường đa năng và các cơ sở văn hóa cho người dân. Tòa nhà cũ, được đăng ký là tài sản văn hóa, đã được chuyển đổi thành thư viện và tự hào có bộ sưu tập hơn 200.000 cuốn sách.

## Giao thông công cộng
- Ga Tòa thị chính